# Nina Bolt
Nina Bolt (født 1946) er dansk skønlitterær forfatter, og har herudover oversat mere end 50 bøger fra engelsk, svensk og norsk.

## Baggrund
Bolt er født og opvokset i København på Østerbro. Hun har taget studentereksamen fra det katolske Niels Steensens Gymnasium og derefter en uddannelse som cand.mag. fra Københavns Universitet i fagene dansk og teatervidenskab, som hun færdiggjorde i 1974. Hun arbejdede derefter som redaktør på forskellige københavnske forlag indtil 1993.
Var i 1970’erne og begyndelsen af 1980’erne aktiv i kvindebevægelsen. Hun redigerede tidsskriftet Moders Mål og udgav på tidsskriftets forlag en række udenlandske, feministiske værker i dansk oversættelse. Udgav i samme periode nogle fortællinger, men begyndte først for alvor at skrive fiktion i 1992 hvor novellesamlingen Ukendt herre i landskab udkom på forlaget Tiderne Skifter.
Bolt debuterede med novellesamlingen Ukendt herre i landskab i 1992.
Begyndte fra 1993 at arbejde som freelance redaktør og fra 1996 at arbejde som oversætter. Har indtil videre oversat omkring 50 bøger fra engelsk, svensk og norsk.
Hendes seneste udgivelse er romanen Solisten fra 2019.

## Udgivelser
Nina Bolt har ud over en række kulturhistoriske bøger, udgivet bl.a.:

### Kulturhistorie
- Dyremennesker (1995)
- Hår - Sex. Samfund, symbol (1996)
- Blod, sved og tårer (1998)

### Romaner
- Spejlmageren (2000)
- Stenskoven (2002)
- Mørkets kamre (2003)
- Passionsspil (2005)
- Ulvetimen (2008)
- Ildfødt (2009)
- Dværgkrukken (2012)
- To verdener (2014)
- Oversvømmelsen (2015)
- Solisten (2019)